# Кизилжарський сільський округ (Іртиський район)
Кизилжа́рський сільський округ (каз. Қызылжар ауылдық округі, рос. Кызылжарский сельский округ) — адміністративна одиниця у складі Іртиського району Павлодарської області Казахстану. Адміністративний центр — село Кизилжар.
Населення — 1381 особа (2021; 1580 у 2009, 2002 у 1999, 2218 у 1989).
Станом на 1989 рік існувала Красноярська сільська рада (села Зарічне, Кизилжар, Субачі, Тукзак, Цілинне). Село Цілинне було ліквідовано 2001 року.

## Склад
До складу округу входять такі населені пункти:
| Населений пункт | Старі назви | Населення, осіб (1989) | Населення, осіб (1999) | Населення, осіб (2009) | Населення, осіб (2021) |
| --------------- | ----------- | ---------------------- | ---------------------- | ---------------------- | ---------------------- |
| Кизилжар, село  | Зарічне     | 1427                   | 1376                   | 1443                   | 1343                   |
| Кизилжар, село  | -           | 276                    | -                      | -                      | -                      |
| Субачі, село    | -           | 4                      | -                      | -                      | -                      |
| Тогузак, село   | Тукзак      | 464                    | 626                    | 137                    | 38                     |
| Цілинне, село   | -           | 47                     | -                      | -                      | -                      |